# Korven Kuningas
Korven Kuningas (Rey de los Bosques en español) es el quinto álbum de estudio de la banda finlandesa de folk metal Korpiklaani. Fue lanzado el 21 de marzo de 2008 por Nuclear Blast Records. Un contrato de grabación se firmó con la empresa en septiembre de 2007. La portada fue pintada en el álbum, a diferencia de los últimos álbumes, las cuales fueron creadas con un programa de manipulación de imágenes. 
"Korven Kuningas" fue lanzado como una primera edición limitada con bonus tracks, además de ser lanzado en vinilo de color blanco. También hay una versión digipack limitada y numerada de 500 copias que viene con un cuerno de beber en un soporte de pared.
La canción (Korven Kuningas) termina a las 05:20 aproximadamente. El resto de la canción es distante, zumbido de percusión.

## Lista de canciones
1. "Tapporauta" – 4:12
2. "Metsämies" – 3:00
3. "Keep on Galloping" – 4:09
4. "Northern Fall" – 3:04
5. "Shall We Take a Turn?" – 3:27
6. "Paljon On Koskessa Kiviä" – 3:44
7. "Ali Jäisten Vetten" – 4:08
8. "Gods on Fire" – 3:48
9. "Kantaiso" – 4:08
10. "Kipumylly" – 3:50
11. "Suden Joiku" – 4:22
12. "Runamoine" – 4:03
13. "Syntykoski Syömmehessäin" – 3:05
14. "Korven Kuningas" – 21:56

### Lista de canciones (Digipak)
1. "Tapporauta" – 4:12
2. "Metsämies" – 3:00
3. "Keep on Galloping" – 4:09
4. "Northern Fall" – 3:04
5. "Shall We Take a Turn?" – 3:27
6. "Paljon On Koskessa Kiviä" – 3:44
7. "Ali Jäisten Vetten" – 4:08
8. "Gods on Fire" – 3:48
9. "Nuolet Nomalan" (Digipack bonus track) – 3:02
10. "Kantaiso" – 4:08
11. "Kipumylly" – 3:50
12. "Suden Joiku" – 4:22
13. "Runamoine" – 4:03
14. "Syntykoski Syömmehessäin" – 3:05
15. "Korven Kuningas" – 21:56

### Lista de canciones (Japonés)
1. "Tapporauta" – 4:12
2. "Metsämies" – 3:00
3. "Keep on Galloping" – 4:09
4. "Northern Fall" – 3:04
5. "Shall We Take a Turn?" – 3:27
6. "Paljon On Koskessa Kiviä" – 3:44
7. "Ali Jäisten Vetten" – 4:08
8. "Gods on Fire" – 3:48
9. "Kipakka" (Japanese bonus track) – 4:17
10. "Kantaiso" – 4:08
11. "Kipumylly" – 3:50
12. "Suden Joiku" – 4:22
13. "Runamoine" – 4:03
14. "Syntykoski Syömmehessäin" – 3:05
15. "Korven Kuningas" – 21:56

## Créditos
- Jonne Järvelä – voz principal, guitarra eléctrica y acústica, mandolin.
- Jaakko Lemmetty – violín eléctrico y acústico, jouhikko, Tin whistle, flauta dulce, gaita, mandolin.
- Juho Kauppinen – acordeón, coros, guitarra.
- Jarkko Aaltonen – bajo
- Kalle Savijärvi – guitarra, coros.
- Matti Johansson – batería, coros, percusión.

- Datos: Q641291